# 武道
武道（ぶどう）は、広義で古武道を含み、狭義で「日本において独自に展開した武術文化（古武道）を基にして、近代になって、西欧的なスポーツに学びながらそれに対抗して、近代的に再編して成立した運動文化」である。古武道と明確に区別する場合、現代武道と称する。
「人を殺傷・制圧する技術に、その技を磨く稽古を通じて人格の完成をめざす「道」の理念が加わったもの」である。「道」の理念は江戸時代以前に完成され、近代以降に体育的見地から再び解釈した。古武道から推移した中で引き継がれた、残心（残身、残芯）などの共通する心構え所作などから、伝統芸能、芸道とも関連する。
封建制度下で支配階級（特権階級）である武士を中心として発展したハイカルチャー的な古武道から、近代化後に民主化し、その門戸を広げマスカルチャー化したのが現代武道とも言える。武道の理念は時代あるいは組織や個人により様々であり、正反対の考え方さえ存在しているが、主要武道9連盟が加盟する日本武道協議会は「武道は、武士道の伝統に由来する日本で体系化された武技の修錬による心技一如の運動文化で、心技体を一体として鍛え、人格を磨き、道徳心を高め、礼節を尊重する態度を養う、人間形成の道であり、柔道、剣道、弓道、相撲、空手道、合気道、少林寺拳法、なぎなた、銃剣道の総称を言う。」と定義している。
太極拳（中国）あるいはテコンドー（韓国）は、それぞれ外国に発祥したものであり、かつ人格形成を主な目的としていないことから武道には含まれない。ブラジリアン柔術の発祥には日本の柔術が大きな影響を与えているが、ブラジルの武術であるので武道には含まれない。日本で発祥したものであってもキックボクシングやコンバットレスリングは、格闘技なので武道ではない。

## 歴史
「武道」という言葉は武士道のことを指したが、江戸時代後期頃から古武道のことも指すようになった。現代の武道はこの古武道から発展したものである。古武道の盛衰に関しては古武道#歴史 を参照。
明治維新で古武術は古いものとして廃れ、武術興行などを催して命脈を保つ。嘉納治五郎は、柔術を独自に理論化・合理化した講道館柔道を開いて栄えた。嘉納の教育者としての思想は後世の武道家に強く影響した。
旧来はおもに戦闘技術を重用した武術は、明治末から大正にかけて心身鍛錬や教育的効果を重用した。西久保弘道は、武術から武道へ名称変更を主唱し、大正時代に大日本武徳会副会長に就くと、武術専門学校を武道専門学校へ名称変更した。
福島大学の中村民雄や筑波大学の渡辺一郎らの研究によると、武術興行などを行い堕落した（とみなされた）武術と区別するために、教育に有用で真剣な修行を意味して「武道」の名称を用いた。当時は古武道現代武道の違いを意識しなかったが、現在は区別することが多い。

## 主な武道
現代武道の順番は日本武道協議会に従う。
- 柔道*
- 剣道*
- 弓道*
- 相撲*
- 空手道*
- 合気道
- 少林寺拳法
- なぎなた（薙刀）*
- 銃剣道
- 居合道（制定居合道・無双直伝英信流・夢想神伝流・無外流・田宮流・伯耆流など）
- 杖道（制定杖道・神道夢想流・無比無敵流・大円流・体ノ杖など）
- 短剣道
- 抜刀道（戸山流・日本抜刀道連盟・全日本抜刀道連盟・全日本刀道連盟など）
- 七帝柔道
- 日本拳法
- 琉球古武道（金硬流・本部流・平信賢流など）
- 沖縄相撲
- 沖縄空手（沖縄剛柔流・少林流・上地流など）
- 手裏剣術（明府真影流・根岸流・上遠野流・白井流など）
- 棒術（竹生島流・九鬼神流・無辺要眼流・養心流・椿木小天狗流など）
- 新体道
- 護道
- 躰道
- 空道
- 相生道
- 腕相撲

## 段位
第二次世界大戦前に大日本武徳会が柔道・剣道・弓道に段級位制を採用して以降、他武道も採用して現在に至る。区分けはそれぞれ歴史的経緯があり、武道により異なる。実力によらず寄付や宣伝等の功績により与えられる名誉段位が存在する武道団体もある。段級位が分かるように帯の色等で区別している場合もある。
参照：剣道の段級位制・柔道#段級位制・弓道#段級位制・空手道#段級位・色帯・称号
級 - 飛び級もある。右へ行くほど（数字が小さいほど）上位。
十級→九級→八級→七級→六級→五級→四級→三級→二級→一級（→初段へ）
段：右へ行くほど（数字が大きいほど）上位。
（一級から→）初段→二段→三段→四段→五段→六段→七段→八段→九段→十段

## 称号
明治期に大日本武徳会が武術に精励した者へ精錬証を授け、のちに範士・教士・錬士の称号が制定され、現在は各武道の統括団体が称号を授与する。
- 範士 - 八段以上相当
- 準範士 - （全日本居合道連盟のみ制定する称号）
- 教士 - 七段以上相当
- 錬士 - 六段以上相当

## 競技化
現在は試合や競技を導入する武道興行も多くみられるが、本来は柔術の乱取り稽古や剣術の竹刀稽古に代表される、武術の稽古方法である。
多くのスポーツは試合で勝利することが目的である。武道は戦場の格闘術などから発展した歴史があり、競技に勝つことが命題ではないと考える風潮は歴史的に強い。柔道のオリンピック競技への導入以降、多くの武道で競技が重視された。試合導入は、前述の柔道のほか、本土空手の組手試合の整備や、剣術の明治以降の競技化（剣道）や、富木謙治による合気道への試合の導入などの歴史の中で試行錯誤が繰り返されている。

### 試合・組手の導入

#### 利点
- 乱取りの機会が増える。
- 技の形骸化の防止。
- 技の改良や誤った伝承の修正が行われやすい。
- 試合用に過ぎないが正しい体裁きの感覚が早く身につく。
- 緊張感を持つことによる、精神力や集中力の向上。
- 体力が向上しやすい。

#### 欠点
- 試合規則で有用な技術が重視され、ほかの技術は疎かになりやすい。如何なる試合規則も一対一で合図と共に戦いが始まることが前提となり、不意打ちや隠し武器などを想定した技術まで包括することは難しく、現実的でない技術形態が生ずる可能性がある。
- 筋力・瞬発力・スタミナ等の体力重視の技術体系に陥りやすい。
- 勝敗に執着することにより、人格形成を目指す目的から逸れて武道の意義が希薄となる。
- 争いのイデオロギーを助長させる。
- 安全に行うことが困難であることや特定動作の過剰な反復や減量など過度の練習により身体的外傷を誘発させる。

### 形（型）競技・演武競技の導入

#### 利点
- 競技として試合・組手だけを継続すると、形（型）・演武は疎かにされやすくなり、形（型）競技・演武競技も同時に行えばそれを防ぐことができる。

#### 欠点
- 形（型）と演武の実用面評価は、流派、武道家などにより多種多様で客観的評価に難があり、採点で美しさや速度などが重視され、「本来の姿」から乖離（中国武術#門派、空手道#型と組手参照）する。「美」は武道の三大要素「用・美・道」のひとつで大切と反論もある。

### スポーツとの関係
連合国軍最高司令官総司令部 (GHQ) が、武道は第二次世界大戦前に国民の戦意高揚などに利用された、として武道団体で公職追放が相次ぎ、武道は廃止の危機となった。のちにGHQは武道について、民主的なスポーツとして実施することを勧告し、戦後の武道はスポーツの比率が増加した。
2000年代の公益法人制度改革以前は、日本武道協議会に加盟する柔道、剣道、弓道、相撲、空手道、合気道、少林寺拳法、なぎなた、銃剣道の9連盟は、すべて文部科学省スポーツ庁の所管に属して行政上スポーツに分類されていた。
現在もスポーツの一種として多く扱われるが解釈は多様で、「体育」や「格闘技」などとしても多様である。
- スポーツと武道は対立概念で、スポーツ性と武道性は相反する。
- スポーツと武道は対立概念でなく、武道でありスポーツでもある。
- 武道の一部にスポーツの部分が存在し、スポーツの部分が増えても武道に変化は生じない。
- ジョギング、チェス、ヨガなどをスポーツと扱うことと並列で、武道もスポーツである。
- ルールに則って営まれる身体行為はスポーツで、ルールのない護身修養行為が武道である。
- スポーツは運動学に、武道は哲学に、それぞれ由来する。

## 学校教育（体育）
明治期に、学校教育（体育）の武術は教育困難でかつ有害であるとされたが、講道館や大日本武徳会による柔道（柔術）、剣術の統一の基本技制定や集団指導法など教授法改良により1898年（明治44年）に旧制中学校の課外授業に撃剣（剣術）と柔術が導入され、武道、剣道、柔道の名称で必修の正課になった。
太平洋戦争の敗戦後、GHQの武道禁止令により学校での武道教授は禁止され、撓競技などのスポーツが生み出された。1950年（昭和25年）に文部省の新制中学校の選択教材に柔道、1952年（昭和27年）に剣道が解禁された。1958年（昭和28年）の中学学習指導要領で、柔道、剣道、相撲などの武道が格技の名称で正課授業となる。格技の練習場は「武道場」または「格技場」だが、地方自治体の体育館などで「挌技場」の表記も見られる。1989年（平成元年）の新学習指導要領で、呼称を格技から武道へ変更した。
2012年（平成24年）4月から、中学校の体育で男女共に武道とダンスが必修となり、武道は原則として柔道、剣道、相撲から選択する。

## 武道と縁深い神社
- 鹿島神宮
- 香取神宮 - 武道の神とされ、「鹿島大明神」・「香取大明神」として道場に祀られることが多い。
- 野見宿禰神社 - 相撲の始祖とされる野見宿禰を祀る。
- 林崎居合神社 - 居合の始祖・林崎甚助を祀る。
- 合氣神社 - 合気道の開祖・植芝盛平を祀る。
- 垂水神社 (吹田市) - 日本拳法の発祥地。